# 태인향교 대성전
태인향교 대성전(泰仁鄕校 大成殿)은 대한민국 전북특별자치도 정읍시 태인면에 있는 대성전이다. 1984년 4월 1일 전북특별자치도의 문화재자료 제75호로 지정되었다.

## 개요
조선시대 나라에서 각 지방에 세운 학교 가운데 하나인 태인향교는 세종 3년(1421년)에 창건했다. 대성전에는 공자의 위패를 가운데 모시고 동·서쪽으로 맹자 등 네 성인, 주자 등 중국 송나라 때 유학자 네 사람을 함께 모셨다. 신라 시대 설총을 비롯한 대한민국 역사상의 유학자 18명의 위패도 모시고 있다.

## 참고 자료
- 태인향교대성전 - 국가유산청 국가유산포털